# Urszula Włodarczyk
Pour les articles homonymes, voir Włodarczyk.
Urszula Włodarczyk (née le 22 décembre 1965 à Wałbrzych) est une ancienne athlète polonaise spécialiste de l'heptathlon. 

## Palmarès

### Championnats du monde d'athlétisme en salle
- Championnats du monde d'athlétisme en salle 1993 à Toronto,  Canada
  -  Médaille d'argent du pentathlon[1]
- Championnats du monde d'athlétisme en salle 1999 à Maebashi,  Japon
  -  Médaille de bronze du pentathlon

### Championnats d'Europe d'athlétisme
- Championnats d'Europe d'athlétisme 1994 à Helsinki,  Finlande
  -  Médaille de bronze de l'heptathlon
- Championnats d'Europe d'athlétisme 1998 à Budapest,  Hongrie
  -  Médaille d'argent de l'heptathlon

### Championnats d'Europe d'athlétisme en salle
- Championnats d'Europe d'athlétisme en salle 1992 à Gênes,  Italie
  -  Médaille de bronze du pentathlon
- Championnats d'Europe d'athlétisme en salle 1994 à Paris,  France
  -  Médaille de bronze du pentathlon
- Championnats d'Europe d'athlétisme en salle 1996 à Stockholm,  Suède
  -  Médaille d'argent du pentathlon
- Championnats d'Europe d'athlétisme en salle 1998 à Valence,  Espagne
  -  Médaille d'or du pentathlon
- Championnats d'Europe d'athlétisme en salle 2000 à Gand,  Belgique
  -  Médaille de bronze du pentathlon

### Universiade
- Athlétisme à l'Universiade d'été de 1993 à Buffalo,  États-Unis
  -  Médaille d'or du pentathlon